# Conservatorio Plurinacional de Música
El Conservatorio Plurinacional de Música es la principal institución de educación musical de Bolivia.

## Historia
El Conservatorio Nacional de Música de Bolivia fue fundado el 30 de agosto de 1907, durante la presidencia de Ismael Montes, por Decreto Supremo. Parte de la historia de la institución se remonta a la  existencia de un Conservatorio de Niñas fundado por Emilia Houmeau des Essarts Rábdil. Posteriormente se concretó la propuesta de un Conservatorio de Música, iniciativa promovida por el ministro de Justicia e Instrucción Misael Saracho, habiendo sido elaborado el proyecto para su creación por David Molina y su hijo Francisco, ambos  de Arequipa, Perú. Fue en el gobierno del presidente Ismael Montes, el 30 de agosto de 1907, que se creó la primera institución musical en Bolivia.
En 1909 la institución inició su labor educativa. Se destaca que el avance fue notorio, los primeros exámenes se realizaron el 7 de diciembre de dicho año. En corto tiempo se pasó de 50 a 100 estudiantes a cargo de tres profesores. Se destacaron entre los alumnos sobresalientes de esa época los socios honorarios quienes conformaron  la primera orquesta de cámara. El primer concierto estudiantil se realizó el 7 de agosto de 1908. El Conservatorio Nacional de Música contó desde sus inicios con un coro y orquesta propia, que fueran la base para la Orquesta Sinfónica Nacional de Bolivia fundada en 1945.

## La casa de la Reyes Ortiz
Esta casona, construida en la segunda mitad del siglo XX, es un estilo ecléctico de influencia inglesa. Muestra en su diseño un notable trabajo de balconería de madera y fino acabado en sus muros avitolados. Al interior un espléndido hall iluminado mediante luz cenital permite admirar los avances tecnológicos que trajera consigo la llegada del ferrocarril a La Paz y con este, la arquitectura industrial de hierro, que permitiera la utilización de columnas metálicas realizadas en serie en Europa y que podemos admirar en el edificio. Mosaicos originales, rosetones, molduras y pintura mural completan una exquisita decoración a uno de los más representativos inmuebles de la pasada centuria y que alberga desde 1999 al Conservatorio Plurinacional de Música. La casa, que fuese residencia de Pedro Linale en la primera mitad del siglo XX, pasó a ser propiedad del Estado boliviano y se consiguió tras una campaña por parte de la Comunidad del Conservatorio para la consolidación de una sede propia, esta institución desarrolla en sus ambientes la maravillosa función de impartir educación musical básica y superior, y promover la profesionalización de instrumentistas, cantantes, compositores y directores. Además tiene el propósito de difundir el arte musical mediante conciertos, concursos, seminarios, talleres y la organización de cursos de capacitación.

## Datos históricos
- 1969: Se realizan exámenes de competencia en la gestión del Director Gustavo Navarre, de tal manera llegó a ser docente de la institución el escritor Jaime Sáenz y docentes extranjeros.
- 1982: El Conservatorio  fue intervenido por los estudiantes que solicitaban sus derechos.
- 1995: La Cooperación Japonesa realiza una donación para la adquisición de instrumentos y equipamiento.
- 1996: Surge el Taller de Música Moderna que se consolidaría en el Departamento de Música Moderna.
- 1998: Debido al desalojo del inmueble de la Calle Colón, para la construcción de la Plaza Consistorial, se realizó una movilización artística de estudiantes y padres de familia  que llegó a contar con un  apoyo de 20.000 firmas. De tal manera, se consiguió un nuevo inmueble ubicado en la Calle Reyes Ortiz en la ciudad de La Paz.
- 2013: El 11 de septiembre, la institución obtiene el grado de Escuela Boliviana Intercultural (EBIN) cambiando así de razón social por Conservatorio Plurinacional de Música. De este modo se habilitó a sus estudiantes y docentes  a poder optar por la Licenciatura en Música.
- 2016: Se pierde el inmueble de la Av. 6 de Agosto por el Kinder Macario Pinilla quienes registraron el inmueble cómo suyo, pidiendo el desalojo de la institución que lo albergó.

## Situación social institucional
Hasta el 2019, se llevó un proceso lento por parte del Ministerio de Educación para poder cumplir con la titulación de los estudiantes, docentes y exalumnos. 
Después de la pérdida del inmueble de la avenida 6 de agosto en el año 2016 no se dio una solución al hacinamiento por la falta de aulas en la casa de la Reyes Ortiz ocasionando su deterioro.
La falta de reconocimiento a la labor de la docencia artística y la falta de creación de nuevos ítems y un compromiso por parte del Estado, hacen que el Conservatorio tenga actualmente a la mayoría de sus docentes bajo contratos que no reconocen sus derechos laborales ni prestaciones sociales, hecho que marca desde hace al menos 20 años parte de la problemática institucional que no ha sido resuelta y que es ignorada por parte de las instancias competentes.